# Iglesia francesa de Tánger
La iglesia francesa de Tánger, formalmente la Iglesia de Nuestra Señora de la Asunción y de Santa Juana de Arco (en francés: Église Notre-Dame-de-l'Assomption et Sainte-Jeanne-d'Arc), también conocida como Sainte-Marie-Sainte-Jeanne-d'Arc, Sainte-Marie-Jeanne, o Église des Sables ( tdl. ‘De las arenas’), es una iglesia situada en Tánger, Marruecos. Fue construida entre 1949 y 1953 para la comunidad francesa de la Zona Internacional de Tánger.
Su estilo arquitectónico es art déco, con vidrieras monumentales creadas por el artista Charles Plessard entre 1951 y 1958. La estatua de la Virgen María de la fachada es obra del escultor Albert Navarra.

## Historia
La recaudación de fondos para la construcción de la iglesia comenzó en 1925, pero el proyecto tardó tiempo en concretarse. Esto se vio favorecido finalmente por la rivalidad entre las principales comunidades nacionales europeas en la Zona Internacional de Tánger, que llevó a cada nación a aspirar a maximizar su visibilidad en el espacio público de la ciudad. Así, Italia patrocinó la construcción de la Iglesia de San Francisco de Asís, construida en 1939-40 en el terreno del antiguo Palacio Abdelhafid. El inicio de la construcción de la iglesia francesa en 1949, a su vez, estimularía el proyecto español (más amplio) que se convirtió en la Catedral de Nuestra Señora de la Asunción, terminada en 1961.: 84 
La Iglesia francesa también era conocida como l'église des sables con referencia a una iglesia de madera anterior situada en las inmediaciones de ésta.  Está situada en un terreno mediano en medio de la avenida Omar Ibn al-Khattab (antes rue Washington) en la Ville Nouvelle o la expansión del sur de Tánger en el siglo XX, frente a la vía principal del barrio, la avenida Mohammed V (anteriormente Boulevard Antée ). Al principio se encontraba sola, con tres edificios oficiales vecinos de la Zona Internacional que bordea la calle Washington (la Administración, más tarde Amalat y luego Wilaya de la región de Tánger, el Palacio de Justicia y la sede del Banco Estatal de Marruecos); los bloques circundantes no se acondicionaron hasta los años 1960 y 1970.
En diciembre de 1953, la iglesia terminada fue dedicada a Nuestra Señora de la Asunción y Juana de Arco por el arzobispo español de Tánger y su homólogo francés en Rabat, respectivamente Francisco Aldegunde y Amédée Lefevbre.
La iglesia fue designada patrimonio protegido marroquí por orden ministerial el 9 de marzo de 2016.
El político francés Jean-Luc Mélenchon fue monaguillo en la iglesia durante su infancia.